# Малая корифена
Малая корифена, или малый дорадо (лат. Coryphaena equiselis), — вид лучепёрых рыб из семейства корифеновых (Coryphaenidae). Обитают в субтропических и тропических водах Атлантического, Индийского и Тихого океанов.

## Описание
Тело вытянутое, сжато с боков, наибольшая высота тела у затылка составляет более 25% от стандартной длины тела. Тело постепенно сужается к хвостовому стеблю, покрыто мелкой циклоидной чешуёй.  Голова большая, сжата с боков, с закруглённым профилем. Лоб крутой, у самцов почти вертикальный. В нерестовый период у самцов на лбу вырастает костный гребень. Пятно зубов на языке большое, квадратной формы. Спинной плавник очень длинный с 52—59 мягкими лучами, начинается на голове и заканчивается у хвостового стебля. Анальный плавник с 24—28 мягкими лучами начинается в середине тела и тянется до хвостового стебля. Грудные плавники серпообразной формы с косым основанием. Брюшные плавники длинные, расположены под грудными плавниками и могут убираться в неглубокую канавку. Хвостовой плавник серповидной формы. В боковой линии 155—205 чешуй. Над грудными плавниками боковая линия слегка волнистая. Плавательный пузырь отсутствует. Позвонков 33.
Спинная поверхность ярко-голубая и зелёная, бока жёлтые с золотистыми и металлическими оттенками, а брюшная поверхность белая или жёлтая. На голове и теле разбросаны многочисленные маленькие чёрные точки. У молодых особей по бокам имеются отчетливые вертикальные полосы.
Максимальная длина тела 146 см, обычно до 50 см.

## Биология
Обитают в пелагиали. Образовываются смешанные стаи с большой корифеной. Молодь питается преимущественно ракообразными, особенно копеподами. Взрослые особи переходят на питание рыбами; примерно 25% рациона составляют летучие рыбы (семейство Exocoetidae). Также в состав рациона входят крабы, креветки и головоногие. Теплолюбивый вид. В тропиках размножается круглый год. Живут около 4 лет.
Размножаются, когда их размер составляет 20 см. Личинки при рождении достигают 4 мм.
В природе на них охотятся тунцы, акулы и марлины. Морские птицы также охотятся на них.

## Взаимодействие с человеком
МСОП присвоил таксону охранный статус «Виды, вызывающие наименьшие опасения» (LC).
Имеет ограниченное промысловое значение. Популярный объект спортивной рыбалки на севере Южной Америки.